# Allium muratozelii
Allium muratozelii — вид рослин із родини амарилісових (Amaryllidaceae). За морфологічними ознаками новий вид належить до Allium subg. Melanocrommyum sect. Melanocrommyum.

## Біоморфологічна характеристика
Його відрізняють від морфологічно схожого A. colchicifolium насамперед за довжиною стеблини й листків, формою листків, краями оцвітини й кольором нитки. 

## Середовище проживання
Allium muratozelii відомий з провінції Тунджелі в східній Анатолії, Туреччина.